# Paul Langhans
Paul Max Harry Langhans (* 1. April 1867 in Hamburg; † 17. Januar 1952 in Gotha) war ein deutscher Geograph und Kartograph.

## Leben und Werk
Paul Langhans, Sohn des Gastwirts Paul Langhans (1838–1922), besuchte von 1878 bis 1886 das Hamburger Realgymnasium. Von 1886 bis 1889 studierte er in Kiel und Leipzig Geographie, Naturwissenschaften und Volkswirtschaft. Während des Studiums trat er dem Verein Deutscher Studenten in Kiel und Leipzig bei.
1889 wurde er Mitarbeiter bei Justus Perthes’ Geographisch-Kartographischen Anstalt in Gotha. In den folgenden Jahrzehnten veröffentlichte Langhans zahlreiche Karten und Atlanten, darunter den Deutschen Kolonialatlas (1897). 1902 gründete er die Zeitschrift Deutsche Erde, die dem Alldeutschen Verband nahestand und Thesen der Volks- und Kulturbodenforschung stützte. Langhans gilt als einer der wichtigsten deutschen Vertreter einer ethnozentrischen Geopolitik. Von 1909 bis 1937 war er Herausgeber von Petermanns Geographischen Mitteilungen und seit 1923 Chefredakteur des Gothaischen Hofkalenders.
In seiner Funktion als Mitglied der antisemitischen Deutschsozialen Reformpartei war Langhans von 1896 bis 1907 Herausgeber des Antisemitischen Monatsblatts. Von 1909 bis 1942 war er Bundeswart des Deutschbundes, dessen Mitglieder sich als „rassische Elite“ sahen und eine „Vertiefung des Deutschtums“ anstrebten. Zum 1. Juni 1931 trat Langhans in die NSDAP ein (Mitgliedsnummer 554.811), für die er als Schulungsredner der NSDAP-Kreisschule in Schönau vor dem Walde, Gothaer Ratsherr (ab 1936) und Kulturbeirat (seit 1938) tätig war. Ihm wurde am 1. April 1940 das Ehrenbürgerrecht der Stadt Gotha verliehen. Im Ehrenbürgerbrief wurde ihm seitens der Stadt in erster Linie „für seinen stets opferbereiten Einsatz im Aufbau der NSDAP, für sein jahrzehntelanges Wirken als Rufer völkischen Erwachens“. gedankt und erst danach „für sein Schaffen von Weltruf als geographischer Wissenschaftler deutscher Art“. Sein Ehrenbürgerbrief wurde ihm 1946 aberkannt, weil er als Antisemit und völkischer Politiker jahrzehntelang Menschenhass verbreitete und nationalsozialistischen Terror unterstützte.

## Sonstiges

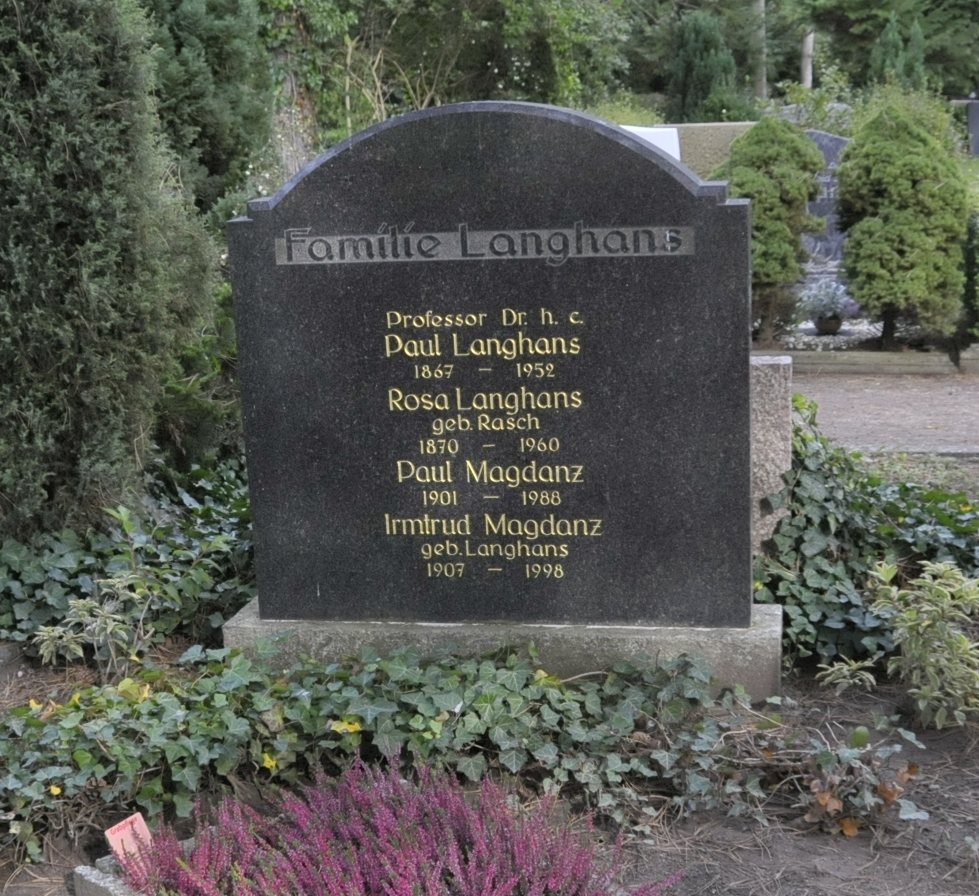
Grabstätte der Familie in Gotha

Langhans war mit Rosa Langhans (geb. Rasch, 1870–1960) verheiratet, mit der er eine Tochter hatte, Irmtrud (1907–1998), die mit Paul Magdanz (1901–1988) verheiratet war.
Nach Langhans wurden der Langhans-Vulkan in der Südsee sowie der Gletscher Langhansbreen auf Spitzbergen benannt. Ebenfalls auf ihn geht der Langhans-Preis des Deutschbundes zurück.
Das Grab der Familie Langhans auf dem Hauptfriedhof Gotha (Fam.-Platz Nr. 545) ist bis heute erhalten.

## Auszeichnungen und Ehrungen
- 1900 Professorentitel
- 1927 Ehrendoktor der Universität Jena
- 1940 Ehrenbürger von Gotha (Aberkennung 1946)

## Publikationen (Auswahl)
- Deutscher Kolonial-Atlas. Perthes, Gotha 1893–1897 (15 Lieferungen) (Digitalisat).
- Kleiner Handels-Atlas für Lehranstalten, sowie zum Selbstunterricht. Perthes Gotha 1895 (Digitalisat).
- Justus Perthes’ Staatsbürger-Atlas, 24 Kartenblätter mit über 60 Darstellungen zur Verfassung und Verwaltung des Deutschen Reichs und der Bundesstaaten; mit Begleitworten. Perthes, Gotha 1896 (4. Auflage 1904: Digitalisat).
- Deutscher Marine-Atlas. Perthes, Gotha 1898 (2. Aufl.: Digitalisat).
- Deutscher Armee-Atlas. Perthes, Gotha 1899 (Digitalisat).
- Alldeutscher Atlas, mit Begleitworten; Statistik der Deutschen und der Reichsbewohner; unter Förderung des Alldeutschen Verbandes. Perthes, Gotha 1900 (3. Aufl., 1905: Digitalisat).
- Handelsschul-Atlas. 2. Aufl. Perthes, Gotha 1901 (Digitalisat).
- Hrsg.: Links und rechts der Eisenbahn. 74 Bde., Perthes, Gotha 1901–1909.
- Die Förderung der Landkultur in Schleswig-Holstein von 1914–1929. Schaidt, Kiel 1930 (Bericht der Landkulturkommission der Landwirtschaftskammer für die Provinz Schleswig-Holstein; 2).
- Deutsche Kolonial-Wandkarten. 2 Bde. Perthes, Gotha 1912.